# Linea Zielienalužskaja
La linea Zielienalužskaja (in bielorusso Зеленалужская лінія?, Zielienalužskaja linija; in russo Зеленолужская линия?, Zielienolužskaja linija) è una delle tre linee della metropolitana di Minsk.

## Cronologia
| Tratto                                    | Data di apertura | Lunghezza |
| ----------------------------------------- | ---------------- | --------- |
| Jubiliejnaja plošča - Kaval'skaja Slabada | 6 novembre 2020  | 4,4 km    |
| Totale:                                   | 4 Stazioni       | 4,4 km    |